# De Standaard

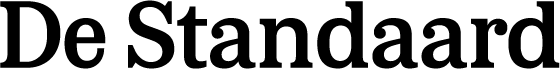
Das Logo der Zeitung

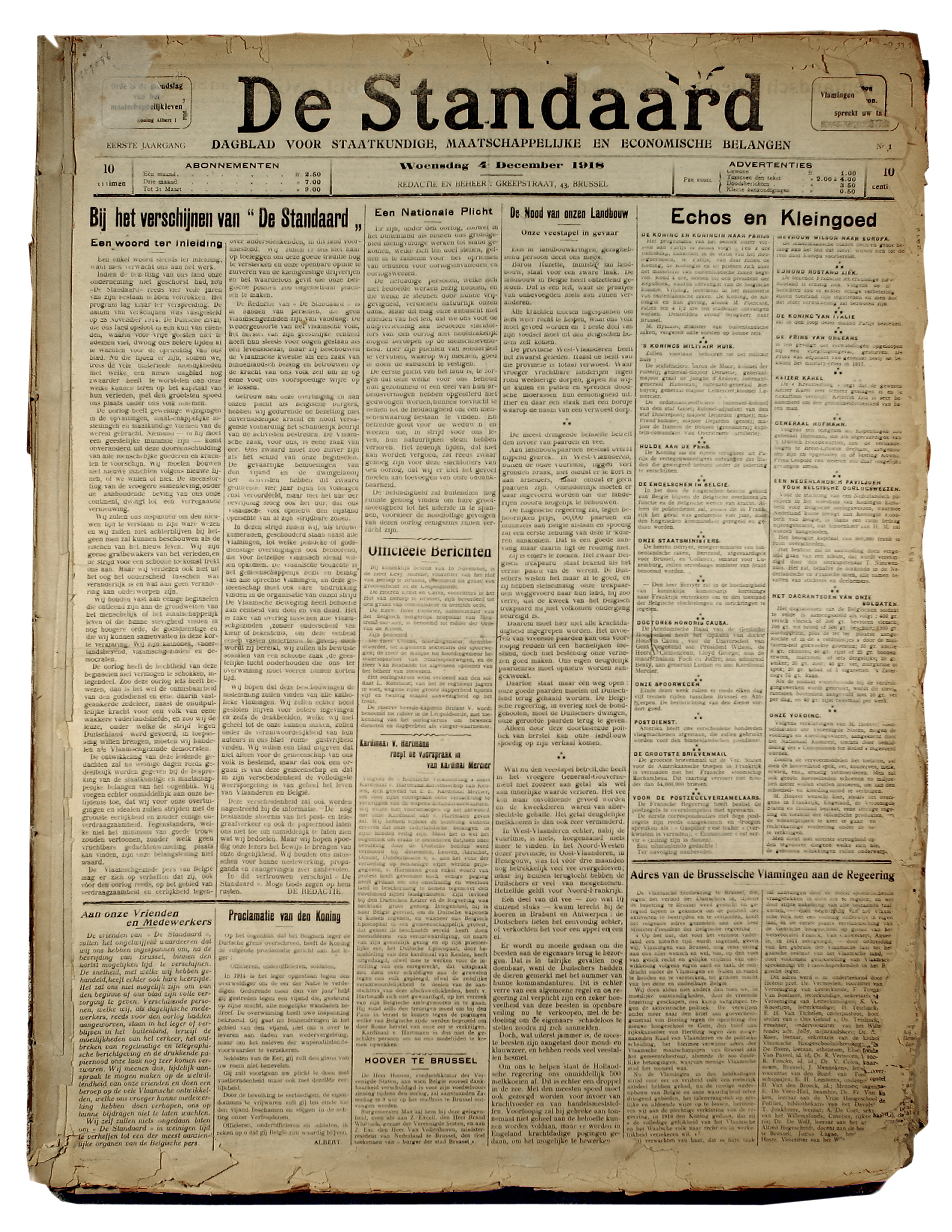
Erstausgabe, 4. Dezember 1918

De Standaard (deutsch Der Standard) ist eine niederländischsprachige Tageszeitung aus Belgien. Neben De Morgen und De Tijd gehört sie zu denjenigen flämischen Zeitungen, die sich als Qualitätszeitungen bezeichnen. Die Zeitung ist Mitglied im journalistischen Recherche-Netzwerk European Investigative Collaboration (EIC). Die belgische Mediahuis-Gruppe ist seit 1918 alleiniger Eigentümer.

## Geschichte
Die 1911 gegründete Wochenzeitung Ons Volk Ontwaakt („Unser Volk erwacht“), zu deren Herausgebern der junge Marnix Gijsen gehörte, galt als Vorläufer von De Standaard. De Standaard erschien erstmals 1918. Als Belgien 1940 von der deutschen Wehrmacht besetzt wurde, stellte der Verlag das Erscheinen ein und brachte stattdessen eine neue Zeitung, Het Algemeen Nieuws, heraus. Nach dem Krieg wurde der Verlag deshalb der Kollaboration mit den Deutschen beschuldigt. Das Verlagshaus N.V. De Standaard erhielt ein zweijähriges Publikationsverbot. Deshalb wurde ein neuer Verlag gegründet, De Gids N.V., der im November 1944 De Nieuwe Standaard herausbrachte.
Als das Publikationsverbot 1947 aufgehoben wurde, forderte N.V. De Standaard den Titel zurück und bekam gerichtlich Recht. De Nieuwe Standaard wurde deshalb im April 1947 in De Nieuwe Gids umbenannt und seit dem 1. Mai 1947 erschien De Standaard wieder. Im Juni 1976 meldete das Verlagshaus Konkurs an, wenige Wochen danach wurde eine neue Verlagsgesellschaft, die VUM, gegründet, die seitdem die Zeitung herausgibt.

## Ausrichtung
Von Anfang an schlug De Standaard einen betont flämischen Kurs ein. Die Zeitung war lange Zeit ein Sprachrohr des katholischen Flandern, politisch lehnte sie sich an die Christ-Demokraten an. In den 1990er Jahren ließ die Zeitung das Motto Alles für Flandern – Flandern für Christus fallen. Seitdem ist sie für verschiedene Richtungen offen. Seit dem 8. März 2004 erscheint sie im Tabloid-Format und hat verschiedene wöchentliche Beilagen.

## Auflage
Die Auflage liegt bei etwa 90.000 Exemplaren und ist nach einigen rückläufigen Jahren wieder gestiegen:
- 1999: 98.169
- 2000: 98.235
- 2001: 95.867
- 2002: 93.500
- 2003: 94.890
- 2005: 97.226 (August)
- 2014: 100.786